# Asociación VACTERL
VACTERL es una asociación de alta frecuencia, es decir, un conjunto de múltiples anomalías que no pueden catalogarse como un síndrome y que se presentan en al menos dos individuos y que no pueden atribuirse al azar. Se trata de una enfermedad extremadamente rara del desarrollo embrionario que afecta a diversas estructuras y vísceras del cuerpo humano.[cita requerida]

## Descripción
El VACTERL se describió inicialmente como asociación o síndrome VATER, caracterizado por defectos vertebrales, ano imperforado, atresia (oclusión de una abertura natural) esofágica con fístula (comunicación anormal entre dos órganos internos o hacia la superficie corporal) traqueoesofágica y polidactilia (presencia de dedos adicionales). Luego, se incluyó la displasia (desarrollo anómalo de tejidos u órganos) radial y renal.[cita requerida]
En 1974, se asociaron los defectos cardíacos y una sola arteria umbilical, así como la deficiencia prenatal del crecimiento, rasgos no casuales de este patrón de anormalidades, y entonces el acrónimo VATER se reemplazó por VATERS. En la década de 1980, comenzó a utilizarse el acrónimo VACTERL.  Más recientemente, se ha asociado con hidrocefalia (acumulación de líquido en el encéfalo), la cual se mantiene hasta ahora como una entidad aparte.[cita requerida]

## Epidemiología
No hay datos exactos de prevalencia e incidencia dadola variabilidad de los criterios de diagnóstico, pero se ha informado que la asociación se presenta en 1-9/100.000 lactantes, y la incidencia anual se ha reportado entre 1/10.000 y 1/40.000 nacidos vivos. No se ha encontrado una distribución geográfica específica ni un predominio en ciertas poblaciones.

## Origen del término
Las siglas VACTERL están formadas por el acrónimo inglés de los fundamentales órganos o estructuras embrionarias implicadas en este padecimiento: Vértebras, Ano, Corazón, fístula Traqueo-Esofágica, Riñón y extremidades inferiores (Limb en inglés).
En algunos casos se presentan afecciones dentales y faciales por lo que algunos autores lo llaman VACTERL-DF.

## Desarrollo
La lesión se produce entre las 4 y 6 semanas de gestación, afectando a la Hoja Mesodérmica (mesodermo es el tejido embrionario, a partir del cual se formarán el tejido de sostén de los músculos órganos genitourinarios, sistema cardiovascular y la sangre).  Se considera una enfermedad devastadora y letal y, algunos autores la relacionan con el hecho de que las madres hayan tomado algún tipo de hormonas sexuales durante el primer trimestre del embarazo.  Se ha observado una mayor frecuencia entre hijos y madres con diabetes.  Los pacientes presentan un promedio de 7 a 8 anomalías diferentes.
La enfermedad afecta preferentemente a varones en una proporción de 2,6:1.  Se estima una frecuencia de alrededor de 1,6/10.000 nacidos vivos.

## Otros casos
Se han descrito algunos casos de niños con una forma clínica diferente, con patrón de herencia autosómico recesivo y que presentan como fundamental manifestación clínica añadida una hidrocefalia; contrariamente a lo que podría esperarse, su pronóstico, siempre que se resuelva la hidrocefalia mediante cirugía precoz, es favorable y los pacientes, aunque con un retraso psicomotor leve a moderado son capaces de integrarse a la sociedad, relacionarse con el medio y de progresar en el aprendizaje.

## Pronóstico
El pronóstico de la enfermedad es nefasto, pues fallecen entre el 50 y el 85 por ciento de los casos en el primer año de vida.
No existe tratamiento curativo de la enfermedad, y se utiliza un tratamiento paliativo de soporte, dependiendo de la extensión y la severidad de las lesiones, las cuales se corrigen quirúrgicamente.
La asociación VACTERL aparece de forma esporádica o de novo, pero el hecho de que se hayan descrito varios casos en una misma familia hace sospechar factores genéticos implicados que se heredan como un rasgo genético autosómico dominante.[cita requerida]

## Fuente
Asociación Española para el Registro y Estudio de las Malformaciones Congénitas (ASEREMAC), 2004, Facultad de Medicina, Universidad Complutense, España.